# 24h Le Mans 2023

Tor Circuit de la Sarthe

24h Le Mans 2023 (fr. 91º Edition des 24 Heures du Mans) – 91. edycja długodystansowego wyścigu samochodowego, który odbył się w dniach 10–11 czerwca 2023 roku. Wyścig został zorganizowany przez Automobile Club de l’Ouest i był on czwartą rundą sezonu 2023 serii FIA World Endurance Championship.

## Zmiany przed wyścigiem

### Samochody bezpieczeństwa
Zmianie uległa procedura neutralizacji z użyciem samochodów bezpieczeństwa. Procedura nadal zakładała podzielenie aut na grupy za trzema samochodami bezpieczeństwa, a nowością było połączenie ich w jedną na koniec neutralizacji. Następnie auta będące pomiędzy jedynym samochodem bezpieczeństwa a liderem swojej klasy mogły wyprzedzić samochód bezpieczeństwa i ustawić się na końcu stawki. Na koniec cała grupa była dzielona klasami w kolejności: Hypercar, LMP2, LMGTE Am.

### Ogrzewanie opon
11 maja 2023 roku zadecydowano o odstąpieniu od zakazu używania urządzeń do ogrzewania opon jedynie na ten wyścig. Podczas pozostałych wyścigów sezonu 2023 serii FIA World Endurance Championship zakaz o używaniu urządzeń do ogrzewania opon ma dalej obowiązywać. Decyzja była spowodowana przez problemy  z dogrzewaniem opon podczas wyścigu 6 Hours of Spa-Francorchamps. Urządzenia do ogrzewania opon zasilane były zrównoważonym paliwem stworzonym przez TotalEnergies.

## Lista startowa

### Automatyczne zaproszenia
| Powód zaproszenia                                       | Hypercar              | LMP2            | LMGTE Am               |
| ------------------------------------------------------- | --------------------- | --------------- | ---------------------- |
| Mistrzostwo European Le Mans Series (LMP2 i LMGTE)      |                       | Prema Racing    | Proton Competition     |
| Mistrzostwo European Le Mans Series (LMP3)              |                       | COOL Racing     |                        |
| Wicemistrzostwo ELMS (LMP2 i LMGTE)                     |                       | Panis Racing    | Kessel Racing          |
| Trzecie miejsce w ELMS (LMGTE)                          |                       |                 | Iron Lynx              |
| Wybrani przez organizatorów IMSA SportsCar Championship | Action Express Racing | John Farano     | Ryan Hardwick          |
| Mistrzostwo Asian Le Mans Series (LMP2 i GT)            |                       | DKR Engineering | Walkenhorst Motorsport |
| Mistrzostwo Asian Le Mans Series (LMP3)                 |                       | Graff Racing    |                        |
| Mistrzostwo Le Mans Cup (GT3)                           |                       |                 | GMB Motorsport         |
| Źródła                                                  |                       |                 |                        |

### Pełna lista startowa
Pełna lista startowa została zaprezentowana 27 lutego 2023 roku.
| Ikona | Seria                            |
| ----- | -------------------------------- |
| WEC   | FIA World Endurance Championship |
| ELMS  | European Le Mans Series          |
| ALMS  | Asian Le Mans Series             |
| LMC   | Le Mans Cup                      |
| IMSA  | IMSA SportsCar Championship      |
| 24LM  | Tylko 24h Le Mans                |

#### Kategoria Hypercar
16 załóg otrzymało zaproszenia w ramach tej kategorii. Wszystkie zespoły korzystały z opon Michelin.
| Nr     | Zespół                    | Samochód               | Hybryda | Seria | Kierowcy               | Kierowcy             | Kierowcy              |
| ------ | ------------------------- | ---------------------- | ------- | ----- | ---------------------- | -------------------- | --------------------- |
| 2      | Cadillac Racing           | Cadillac V-Series.R    | Tak     | WEC   | Earl Bamber            | Alex Lynn            | Richard Westbrook     |
| 3      | Cadillac Racing           | Cadillac V-Series.R    | Tak     | IMSA  | Sébastien Bourdais     | Renger van der Zande | Scott Dixon           |
| 4      | Floyd Vanwall Racing Team | Vanwall Vandervell 680 | Nie     | WEC   | Tom Dillmann           | Esteban Guerrieri    | Tristan Vautier       |
| 5      | Porsche Penske Motorsport | Porsche 963            | Tak     | WEC   | Dane Cameron           | Michael Christensen  | Frédéric Makowiecki   |
| 6      | Porsche Penske Motorsport | Porsche 963            | Tak     | WEC   | Kévin Estre            | André Lotterer       | Laurens Vanthoor      |
| 7      | Toyota Gazoo Racing       | Toyota GR010 Hybrid    | Tak     | WEC   | Mike Conway            | Kamui Kobayashi      | José María López      |
| 8      | Toyota Gazoo Racing       | Toyota GR010 Hybrid    | Tak     | WEC   | Sébastien Buemi        | Brendon Hartley      | Ryō Hirakawa          |
| 38     | Hertz Team Jota           | Porsche 963            | Tak     | WEC   | António Félix da Costa | Will Stevens         | Yifei Ye              |
| 50     | Ferrari AF Corse          | Ferrari 499P           | Tak     | WEC   | Antonio Fuoco          | Miguel Molina        | Nicklas Nielsen       |
| 51     | Ferrari AF Corse          | Ferrari 499P           | Tak     | WEC   | James Calado           | Antonio Giovinazzi   | Alessandro Pier Guidi |
| 75     | Porsche Penske Motorsport | Porsche 963            | Tak     | IMSA  | Felipe Nasr            | Mathieu Jaminet      | Nick Tandy            |
| 93     | Peugeot TotalEnergies     | Peugeot 9X8            | Tak     | WEC   | Mikkel Jensen          | Paul di Resta        | Jean-Éric Vergne      |
| 94     | Peugeot TotalEnergies     | Peugeot 9X8            | Tak     | WEC   | Loïc Duval             | Gustavo Menezes      | Nico Müller           |
| 311    | Action Express Racing     | Cadillac V-Series.R    | Tak     | IMSA  | Jack Aitken            | Luis Felipe Derani   | Alexander Sims        |
| 708    | Glickenhaus Racing        | Glickenhaus 007 LMH    | Nie     | WEC   | Romain Dumas           | Olivier Pla          | Ryan Briscoe          |
| 709    | Glickenhaus Racing        | Glickenhaus 007 LMH    | Nie     | 24LM  | Franck Mailleux        | Nathanaël Berthon    | Esteban Gutiérrez     |
| Źródło |                           |                        |         |       |                        |                      |                       |

#### Kategoria LMP2
24 załogi otrzymały zaproszenia w ramach tej kategorii. Wszystkie zespoły korzystały z opon Goodyear oraz silników Gibson GK428 V8.
| 9      | Prema Racing              | Oreca 07 | WEC  | P2 | Juan Manuel Correa  | Filip Ugran              | Bent Viscaal      |
| 10     | Vector Sport              | Oreca 07 | WEC  | P2 | Ryan Cullen         | Gabriel Aubry            | Matthias Kaiser   |
| 13     | Tower Motorsports         | Oreca 07 | IMSA | PA | Steven Thomas       | Ricky Taylor             | René Rast         |
| 14     | Nielsen Racing            | Oreca 07 | ELMS | PA | Mathias Beche       | Ben Hanley               | Rodrigo Sales     |
| 22     | United Autosports         | Oreca 07 | WEC  | P2 | Filipe Albuquerque  | Philip Hanson            | Frederick Lubin   |
| 23     | United Autosports         | Oreca 07 | WEC  | P2 | Tom Blomqvist       | Oliver Jarvis            | Joshua Pierson    |
| 28     | Jota Sport                | Oreca 07 | WEC  | P2 | Pietro Fittipaldi   | David Heinemeier Hansson | Oliver Rasmussen  |
| 30     | Duqueine Team             | Oreca 07 | ELMS | P2 | René Binder         | Neel Jani                | Nicolás Pino      |
| 31     | Team WRT                  | Oreca 07 | WEC  | P2 | Sean Gelael         | Ferdinand Habsburg       | Robin Frijns      |
| 32     | Inter Europol Competition | Oreca 07 | ELMS | P2 | Mark Kvamme         | Jan Magnussen            | Anders Fjordbach  |
| 34     | Inter Europol Competition | Oreca 07 | WEC  | P2 | Albert Costa        | Fabio Scherer            | Jakub Śmiechowski |
| 35     | Alpine Elf Team           | Oreca 07 | WEC  | P2 | André Negrão        | Olli Caldwell            | Memo Rojas        |
| 36     | Alpine Elf Team           | Oreca 07 | WEC  | P2 | Matthieu Vaxivière  | Charles Milesi           | Julien Canal      |
| 37     | COOL Racing               | Oreca 07 | ELMS | PA | Alexandre Coigny    | Malthe Jakobsen          | Nicolas Lapierre  |
| 39     | Graff Racing              | Oreca 07 | ALMS | PA | Roberto Lacorte     | Giedo van der Garde      | Patrick Pilet     |
| 41     | Team WRT                  | Oreca 07 | WEC  | P2 | Rui Andrade         | Louis Delétraz           | Robert Kubica     |
| 43     | DKR Engineering           | Oreca 07 | ALMS | PA | Tom van Rompuy      | Ugo de Wilde             | Maxime Martin     |
| 45     | Algarve Pro Racing        | Oreca 07 | ELMS | PA | James Allen         | Colin Braun              | George Kurtz      |
| 47     | COOL Racing               | Oreca 07 | ELMS | P2 | Reshad de Gerus     | Władisław Łomko          | Simon Pagenaud    |
| 48     | IDEC Sport                | Oreca 07 | ELMS | P2 | Paul-Loup Chatin    | Laurents Hörr            | Paul Lafargue     |
| 63     | Prema Racing              | Oreca 07 | WEC  | P2 | Mirko Bortolotti    | Daniił Kwiat             | Doriane Pin       |
| 65     | Panis Racing              | Oreca 07 | ELMS | P2 | Tijmen van der Helm | Manuel Maldonado         | Job van Uitert    |
| 80     | AF Corse                  | Oreca 07 | ELMS | PA | Ben Barnicoat       | Norman Nato              | François Perrodo  |
| 923    | Racing Team Turkey        | Oreca 07 | ELMS | PA | Salih Yoluç         | Tom Gamble               | Dries Vanthoor    |
| Źródło |                           |          |      |    |                     |                          |                   |

| Ikona | Klasyfikacja          |
| ----- | --------------------- |
| P2    | Tylko LMP2            |
| PA    | LMP2 oraz LMP2 Pro-Am |

#### Kategoria LMGTE Am
21 załóg otrzymało zaproszenia w ramach tej kategorii. Wszystkie zespoły korzystały z opon Michelin.
| Nr     | Zespół                 | Samochód                 | Seria | Kierowcy              | Kierowcy          | Kierowcy           |
| ------ | ---------------------- | ------------------------ | ----- | --------------------- | ----------------- | ------------------ |
| 16     | Proton Competition     | Porsche 911 RSR-19       | IMSA  | Ryan Hardwick         | Zacharie Robichon | Jan Heylen         |
| 21     | AF Corse               | Ferrari 488 GTE Evo      | WEC   | Julien Piguet         | Simon Mann        | Ulysse de Pauw     |
| 25     | ORT by TF              | Aston Martin Vantage AMR | WEC   | Ahmad Al Harthy       | Michael Dinan     | Charlie Eastwood   |
| 33     | Corvette Racing        | Chevrolet Corvette C8.R  | WEC   | Nicky Catsburg        | Ben Keating       | Nicolás Varrone    |
| 54     | AF Corse               | Ferrari 488 GTE Evo      | WEC   | Francesco Castellacci | Thomas Flohr      | Davide Rigon       |
| 55     | GMB Motorsport         | Aston Martin Vantage AMR | LMC   | Gustav Birch          | Marco Sørensen    | Jens Reno Møller   |
| 56     | Project 1 – AO         | Porsche 911 RSR-19       | WEC   | Matteo Cairoli        | P.J. Hyett        | Gunnar Jeannette   |
| 57     | Kessel Racing          | Ferrari 488 GTE Evo      | WEC   | Scott Huffaker        | Takeshi Kimura    | Daniel Serra       |
| 60     | Iron Lynx              | Porsche 911 RSR-19       | WEC   | Claudio Schiavoni     | Matteo Cressoni   | Alessio Picariello |
| 66     | JMW Motorsport         | Ferrari 488 GTE Evo      | ELMS  | Thomas Neubauer       | Louis Prette      | Giacomo Petrobelli |
| 72     | TF Sport               | Aston Martin Vantage AMR | ELMS  | Valentin Hasse-Clot   | Arnold Robin      | Maxime Robin       |
| 74     | Kessel Racing          | Ferrari 488 GTE Evo      | ELMS  | Kei Cozzolino         | Yorikatsu Tsujiko | Naoki Yokomizo     |
| 77     | Dempsey–Proton Racing  | Porsche 911 RSR-19       | WEC   | Christian Ried        | Mikkel Pedersen   | Julien Andlauer    |
| 83     | Richard Mille AF Corse | Ferrari 488 GTE Evo      | WEC   | Luis Pérez Companc    | Alessio Rovera    | Lilou Wadoux       |
| 85     | Iron Dames             | Porsche 911 RSR-19       | WEC   | Sarah Bovy            | Rahel Frey        | Michelle Gatting   |
| 86     | GR Racing              | Porsche 911 RSR-19       | WEC   | Michael Wainwright    | Benjamin Barker   | Riccardo Pera      |
| 88     | Proton Competition     | Porsche 911 RSR-19       | WEC   | Harry Tincknell       | Don Yount         | Jonas Ried         |
| 98     | NorthWest AMR          | Aston Martin Vantage AMR | WEC   | Ian James             | Daniel Mancinelli | Alex Riberas       |
| 100    | Walkenhorst Motorsport | Ferrari 488 GTE Evo      | ALMS  | Chandler Hull         | Andrew Haryanto   | Jeff Segal         |
| 777    | D'Station Racing       | Aston Martin Vantage AMR | WEC   | Casper Stevenson      | Tomonobu Fujii    | Satoshi Hoshino    |
| 911    | Proton Competition     | Porsche 911 RSR-19       | ELMS  | Michael Fassbender    | Richard Lietz     | Martin Rump        |
| Źródło |                        |                          |       |                       |                   |                    |

#### Kategoria Innovative Car
Jedna załoga otrzymała zaproszenie w tej kategorii.
| Nr     | Zespół               | Samochód             | Opony | Seria | Kierowcy      | Kierowcy       | Kierowcy          |
| ------ | -------------------- | -------------------- | ----- | ----- | ------------- | -------------- | ----------------- |
| 24     | Hendrick Motorsports | Chevrolet Camaro ZL1 | G     | 24LM  | Jenson Button | Jimmie Johnson | Mike Rockenfeller |
| Źródło |                      |                      |       |       |               |                |                   |

##### Projekt w ramach Garage 56
17 marca 2022 roku na wspólnej konferencji NASCAR, ACO, IMSA i Hendrick Motorsports ogłosili zamiar wystawienia Chevroleta Camaro ZL1 w wersji NASCAR Nowej Generacji (ang. NASCAR Next Gen), na Le Mans w 2023 w ramach projektu Garage 56. Ostatni raz auta NASCAR startowały na Le Mans w 1976 roku, kiedy to wystartowały Dodge Charger i Ford Torino.
28 stycznia 2023 roku ogłoszono, że Jenson Button, Jimmie Johnson i Mike Rockenfeller będą się ścigać tym autem na Le Mans. Jordan Taylor został kierowcą testowym i rezerwowym.
17 lutego przedstawiono ostateczną specyfikację oraz malowanie samochodu. Samochód bazuje na tegorocznym Chevrolecie Camaro ZL1, które startuje w NASCAR Cup Series. Auto napędzane jest 5,8-litrowym silnikiem Chevrolet R07. Zmianami wobec auta Cup są: sekwencyjna skrzynia biegów z łopatkami, powiększony z 75 do 121 litrów bak, zmniejszona waga z 1580 do 1342 kilogramów, dodatkowe elementy aerodynamiczne z przodu i tyłu auta, 6-calowy spojler zamiast 4-calowego, działające lampy przednie. Goodyear zaprojektował specjalne opony dla tego auta na suchą i mokrą nawierzchnię. Pomimo stanowiska ACO, że hybrydyzacja miała być ważnym aspektem projektu, ostatecznie auto hybrydowym nie jest.

### Lista rezerwowa
| Poz.   | Kategoria | Nr  | Zespół          | Samochód                 | Seria | K  | Kierowcy         | Kierowcy           | Kierowcy          |
| ------ | --------- | --- | --------------- | ------------------------ | ----- | -- | ---------------- | ------------------ | ----------------- |
| 1      | LMGTE Am  | 555 | Spirit of Race  | Ferrari 488 GTE Evo      | ELMS  |    | Duncan Cameron   | Matthew Griffin    | David Perel       |
| 2      | LMP2      | 81  | DragonSpeed USA | Oreca 07                 | ELMS  | PA | Henrik Hedman    | Juan Pablo Montoya | Sebastián Montoya |
| 3      | LMP2      | 15  | Nielsen Racing  | Oreca 07                 | ALMS  | PA | Matthew Bell     | Anthony Wells      |                   |
| 4      | LMGTE Am  | 46  | Team Project 1  | Porsche 911 RSR-19       | 24LM  |    | Timo Glock       |                    |                   |
| 5      | LMP2      | 44  | ARC Bratislava  | Oreca 07                 | ALMS  | PA | Miroslav Konôpka |                    |                   |
| 6      | LMGTE Am  | 52  | Formula Racing  | Ferrari 488 GTE Evo      | ELMS  |    | Conrad Laursen   | Johnny Laursen     |                   |
| 7      | LMGTE Am  | 95  | TF Sport        | Aston Martin Vantage AMR | ELMS  |    | John Hartshorne  | Jonathan Adam      |                   |
| 8      | LMGTE Am  | 59  | Garage 59       | Ferrari 488 GTE Evo      | ALMS  |    | Alexander West   |                    |                   |
| Źródło |           |     |                 |                          |       |    |                  |                    |                   |

## Harmonogram
| Dzień                | Godzina       | Sesja                            | Długość       |
| Dzień testowy        | Dzień testowy | Dzień testowy                    | Dzień testowy |
| -------------------- | ------------- | -------------------------------- | ------------- |
| Niedziela, 4 czerwca | 10:00         | Pierwsza sesja testowa           | 3 godziny     |
| Niedziela, 4 czerwca | 15:30         | Druga sesja testowa              | 3 godziny     |
| Tydzień wyścigowy    |               |                                  |               |
| Środa, 7 czerwca     | 14:00         | Pierwsza sesja treningowa        | 3 godziny     |
| Środa, 7 czerwca     | 19:00         | Sesja kwalifikacyjna             | 1 godzina     |
| Środa, 7 czerwca     | 22:00         | Druga sesja treningowa           | 2 godziny     |
| Czwartek, 8 czerwca  | 15:00         | Trzecia sesja treningowa         | 3 godziny     |
| Czwartek, 8 czerwca  | 20:00         | Sesja kwalifikacyjna – Hyperpole | 30 minut      |
| Czwartek, 8 czerwca  | 22:00         | Czwarta sesja treningowa         | 1 godzina     |
| Sobota, 10 czerwca   | 12:00         | Rozgrzewka                       | 15 minut      |
| Sobota, 10 czerwca   | 16:00         | Wyścig                           | 24 godziny    |
| Źródło               |               |                                  |               |

## Dzień testowy
| Klasa          | Zespół                   | Samochód             | Czas           | Okr.           |
| Sesja pierwsza | Sesja pierwsza           | Sesja pierwsza       | Sesja pierwsza | Sesja pierwsza |
| -------------- | ------------------------ | -------------------- | -------------- | -------------- |
| Hypercar       | #50 Ferrari AF Corse     | Ferrari 499P         | 3:30,686       | 25             |
| LMP2           | #47 COOL Racing          | Oreca 07             | 3:36,409       | 25             |
| LMGTE Am       | #66 JMW Motorsport       | Ferrari 488 GTE Evo  | 3:56,623       | 27             |
| Innovative Car | #24 Hendrick Motorsports | Chevrolet Camaro ZL1 | 3:56,880       | 30             |
| Sesja druga    |                          |                      |                |                |
| Hypercar       | #51 Ferrari AF Corse     | Ferrari 499P         | 3:29,504       | 34             |
| LMP2           | #28 JOTA                 | Oreca 07             | 3:35,472       | 36             |
| LMGTE Am       | #66 JMW Motorsport       | Ferrari 488 GTE Evo  | 3:56,088       | 34             |
| Innovative Car | #24 Hendrick Motorsports | Chevrolet Camaro ZL1 | 3:53,761       | 28             |

## Sesje treningowe
| Klasa          | Zespół                       | Samochód                 | Czas           | Okr.           |
| Sesja pierwsza | Sesja pierwsza               | Sesja pierwsza           | Sesja pierwsza | Sesja pierwsza |
| -------------- | ---------------------------- | ------------------------ | -------------- | -------------- |
| Hypercar       | #8 Toyota Gazoo Racing       | Toyota GR010 Hybrid      | 3:27,742       | 33             |
| LMP2           | #28 JOTA                     | Oreca 07                 | 3:34,579       | 30             |
| LMGTE Am       | #55 GMB Motorsport           | Aston Martin Vantage AMR | 3:55,020       | 30             |
| Innovative Car | #24 Hendrick Motorsports     | Chevrolet Camaro ZL1     | 3:49,475       | 28             |
| Sesja druga    |                              |                          |                |                |
| Hypercar       | #6 Porsche Penske Motorsport | Porsche 963              | 3:28,878       | 24             |
| LMP2           | #63 Prema Racing             | Oreca 07                 | 3:36,863       | 30             |
| LMGTE Am       | #74 Kessel Racing            | Ferrari 488 GTE Evo      | 3:53,796       | 26             |
| Innovative Car | #24 Hendrick Motorsports     | Chevrolet Camaro ZL1     | 3:51,904       | 24             |
| Sesja trzecia  |                              |                          |                |                |
| Hypercar       | #50 Ferrari AF Corse         | Ferrari 499P             | 3:26,579       | 37             |
| LMP2           | #28 JOTA                     | Oreca 07                 | 3:34,071       | 39             |
| LMGTE Am       | #54 AF Corse                 | Ferrari 488 GTE Evo      | 3:53,681       | 34             |
| Innovative Car | #24 Hendrick Motorsports     | Chevrolet Camaro ZL1     | 3:52,752       | 5              |
| Sesja czwarta  |                              |                          |                |                |
| Hypercar       | #51 Ferrari AF Corse         | Ferrari 499P             | 3:27,275       | 16             |
| LMP2           | #923 Racing Team Turkey      | Oreca 07                 | 3:36,229       | 14             |
| LMGTE Am       | #66 JMW Motorsport           | Ferrari 488 GTE Evo      | 3:52,965       | 13             |
| Innovative Car | #24 Hendrick Motorsports     | Chevrolet Camaro ZL1     | 3:51,903       | 12             |

## Kwalifikacje
Pogrubieniem oznaczone są: pole position w każdej kategorii oraz najszybsze czasy okrążeń w każdej z sesji.
| Poz.   | Klasa          | Zespół                        | Kwalifikacje          | Kwalifikacje | Kwalifikacje | Hyperpole             | Hyperpole | Hyperpole | Poz. s. |
| Poz.   | Klasa          | Zespół                        | Kierowca              | Czas         | Strata       | Kierowca              | Czas      | Strata    | Poz. s. |
| ------ | -------------- | ----------------------------- | --------------------- | ------------ | ------------ | --------------------- | --------- | --------- | ------- |
| 1      | Hypercar       | #50 Ferrari AF Corse          | Antonio Fuoco         | 3:25,213     | —            | Antonio Fuoco         | 3:22,982  | —         | 1       |
| 2      | Hypercar       | #51 Ferrari AF Corse          | Alessandro Pier Guidi | 3:25,412     | +0,199       | Alessandro Pier Guidi | 3:23,755  | +0,773    | 2       |
| 3      | Hypercar       | #8 Toyota Gazoo Racing        | Brendon Hartley       | 3:25,749     | +0,536       | Brendon Hartley       | 3:24,451  | +1,469    | 3       |
| 4      | Hypercar       | #75 Porsche Penske Motorsport | Felipe Nasr           | 3:26,589     | +1,376       | Felipe Nasr           | 3:24,531  | +1,549    | 4       |
| 5      | Hypercar       | #7 Toyota Gazoo Racing        | Kamui Kobayashi       | 3:25,485     | +0,272       | Kamui Kobayashi       | 3:24,933  | +1,951    | 5       |
| 6      | Hypercar       | #2 Cadillac Racing            | Earl Bamber           | 3:26,020     | +0,807       | Earl Bamber           | 3:25,170  | +2,188    | 6       |
| 7      | Hypercar       | #5 Porsche Penske Motorsport  | Frédéric Makowiecki   | 3:25,848     | +0,635       | Frédéric Makowiecki   | 3:25,176  | +2,194    | 7       |
| 8      | Hypercar       | #3 Cadillac Racing            | Sébastien Bourdais    | 3:25,924     | +0,711       | Sébastien Bourdais    | 3:25,521  | +2,539    | 8       |
| 9      | Hypercar       | #6 Porsche Penske Motorsport  | Kévin Estre           | 3:26,900     | +1,687       |                       |           |           | 9       |
| 10     | Hypercar       | #93 Peugeot TotalEnergies     | Mikkel Jensen         | 3:27,260     | +2,047       | 10                    |           |           |         |
| 11     | Hypercar       | #94 Peugeot TotalEnergies     | Loïc Duval            | 3:27,850     | +2,637       | 11                    |           |           |         |
| 12     | Hypercar       | #708 Glickenhaus Racing       | Romain Dumas          | 3:28,497     | +3,284       | 12                    |           |           |         |
| 13     | Hypercar       | #311 Action Express Racing    | Luis Felipe Derani    | 3:28,767     | +3,554       | 13                    |           |           |         |
| 14     | Hypercar       | #709 Glickenhaus Racing       | Esteban Gutiérrez     | 3:29,082     | +3,869       | 14                    |           |           |         |
| 15     | Hypercar       | #4 Floyd Vanwall Racing Team  | Tom Dillmann          | 3:29,745     | +4,532       | 15                    |           |           |         |
| 16     | LMP2           | #48 IDEC Sport                | Paul-Loup Chatin      | 3:34,985     | +9,772       | Paul-Loup Chatin      | 3:32,923  | +9,941    | 16      |
| 17     | LMP2           | #28 JOTA                      | Pietro Fittipaldi     | 3:34,751     | +9,538       | Pietro Fittipaldi     | 3:33,035  | +10,053   | 17      |
| 18     | LMP2           | #41 Team WRT                  | Louis Delétraz        | 3:34,753     | +9,540       | Louis Delétraz        | 3:33,240  | +10,258   | 18      |
| 19     | LMP2           | #47 COOL Racing               | Reshad de Gerus       | 3:35,105     | +9,892       | Reshad de Gerus       | 3:33,580  | +10,598   | 19      |
| 20     | LMP2           | #63 Prema Racing              | Mirko Bortolotti      | 3:34,793     | +9,580       | Mirko Bortolotti      | 3:33,983  | +11,001   | 20      |
| 21     | LMP2           | #14 Nielsen Racing            | Ben Hanley            | 3:35,453     | +10,240      | Ben Hanley            | 3:34,021  | +11,039   | 21      |
| 22     | LMP2           | #9 Prema Racing               | Bent Viscaal          | 3:35,392     | +10,179      | Bent Viscaal          | 3:34,658  | +11,676   | 22      |
| 23     | LMP2           | #10 Vector Sport              | Gabriel Aubry         | 3:34,985     | +9,772       | Gabriel Aubry         | 3:35,091  | +12,109   | 23      |
| 24     | LMP2           | #45 Algarve Pro Racing        | James Allen           | 3:35,578     | +10,365      |                       |           |           | 24      |
| 25     | LMP2           | #22 United Autosports         | Filipe Albuquerque    | 3:35,587     | +10,374      | 25                    |           |           |         |
| 26     | LMP2           | #923 Racing Team Turkey       | Dries Vanthoor        | 3:35,658     | +10,445      | 26                    |           |           |         |
| 27     | LMP2           | #65 Panis Racing              | Job van Uitert        | 3:35,691     | +10,478      | 27                    |           |           |         |
| 28     | LMP2           | #34 Inter Europol Competition | Albert Costa          | 3:35,755     | +10,542      | 28                    |           |           |         |
| 29     | LMP2           | #23 United Autosports         | Tom Blomqvist         | 3:35,853     | +10,640      | 29                    |           |           |         |
| 30     | LMP2           | #31 Team WRT                  | Robin Frijns          | 3:35,853     | +10,640      | 30                    |           |           |         |
| 31     | LMP2           | #37 COOL Racing               | Malthe Jakobsen       | 3:36,271     | +11,058      | 31                    |           |           |         |
| 32     | LMP2           | #80 AF Corse                  | Ben Barnicoat         | 3:36,483     | +11,270      | 32                    |           |           |         |
| 33     | LMP2           | #43 DKR Engineering           | Maxime Martin         | 3:37,146     | +11,933      | 33                    |           |           |         |
| 34     | LMP2           | #35 Alpine Elf Team           | André Negrão          | 3:37,498     | +12,285      | 34                    |           |           |         |
| 35     | LMP2           | #30 Duqueine Team             | Neel Jani             | 3:37,584     | +12,371      | 35                    |           |           |         |
| 36     | LMP2           | #32 Inter Europol Competition | Anders Fjordbach      | 3:39,303     | +14,090      | 36                    |           |           |         |
| 37     | Innovative Car | #24 Hendrick Motorsports      | Mike Rockenfeller     | 3:47,976     | +22,763      | 39                    |           |           |         |
| 38     | LMP2           | #39 Graff Racing              | Giedo van der Garde   | 3:49,288     | +24,075      | 37                    |           |           |         |
| 39     | LMGTE Am       | #33 Corvette Racing           | Nicky Catsburg        | 3:52,228     | +27,015      | Ben Keating           | 3:52,376  | +29,394   | 40      |
| 40     | LMGTE Am       | #25 ORT by TF                 | Charlie Eastwood      | 3:52,431     | +27,218      | Ahmad Al Harthy       | 3:53,905  | +30,923   | 41      |
| 41     | LMGTE Am       | #54 AF Corse                  | Davide Rigon          | 3:51,914     | +26,701      | Thomas Flohr          | 3:54,582  | +31,600   | 42      |
| 42     | LMGTE Am       | #21 AF Corse                  | Ulysse de Pauw        | 3:52,968     | +27,755      | Julien Piguet         | 3:54,744  | +31,762   | 43      |
| 43     | LMGTE Am       | #83 Richard Mille AF Corse    | Alessio Rovera        | 3:51,877     | +26,664      | Luis Perez Companc    | 3:55,033  | +32,051   | 44      |
| 44     | LMGTE Am       | #57 Kessel Racing             | Daniel Serra          | 3:52,459     | +27,246      | Takeshi Kimura        | 3:55,637  | +32,655   | 45      |
| 45     | LMGTE Am       | #55 GMB Motorsport            | Marco Sørensen        | 3:52,484     | +27,271      | Jens Reno Møller      | 3:57,240  | +34,258   | 46      |
| 46     | LMGTE Am       | #74 Kessel Racing             | Kei Cozzolino         | 3:53,263     | +28,050      | Yorikatsu Tsujiko     | 3:59,648  | +36,666   | 47      |
| 47     | LMGTE Am       | #77 Dempsey – Proton Racing   | Julien Andlauer       | 3:53,481     | +28,268      |                       |           |           | 48      |
| 48     | LMGTE Am       | #86 GR Racing                 | Benjamin Barker       | 3:53,531     | +28,318      | 49                    |           |           |         |
| 49     | LMGTE Am       | #100 Walkenhorst Motorsport   | Jeffrey Segal         | 3:53,590     | +28,377      | 50                    |           |           |         |
| 50     | LMGTE Am       | #85 Iron Dames                | Michelle Gatting      | 3:53,603     | +28,390      | 51                    |           |           |         |
| 51     | LMGTE Am       | #60 Iron Lynx                 | Alessio Picariello    | 3:53,626     | +28,413      | 52                    |           |           |         |
| 52     | LMGTE Am       | #72 TF Sport                  | Valentin Hasse-Clot   | 3:53,703     | +28,490      | 53                    |           |           |         |
| 53     | LMGTE Am       | #56 Project 1 – AO            | Matteo Cairoli        | 3:53,947     | +28,734      | 54                    |           |           |         |
| 54     | LMGTE Am       | #911 Proton Competition       | Martin Rump           | 3:54,129     | +28,916      | 55                    |           |           |         |
| 55     | LMGTE Am       | #16 Proton Competition        | Jan Heylen            | 3:54,293     | +29,080      | 56                    |           |           |         |
| 56     | LMGTE Am       | #98 NorthWest AMR             | Alex Riberas          | 3:54,498     | +29,285      | 57                    |           |           |         |
| 57     | LMGTE Am       | #66 JMW Motorsport            | Thomas Neubauer       | 3:55,991     | +30,778      | 58                    |           |           |         |
| 58     | LMGTE Am       | #88 Proton Competition        | Harry Tincknell       | 3:58,486     | +33,273      | 59                    |           |           |         |
| 59     | LMP2           | #36 Alpine Elf Team           | Matthieu Vaxivière    | 3:59,171     | +33,958      | 38                    |           |           |         |
| 60     | LMP2           | #13 Tower Motorsports         | —                     | —            | —            | 61                    |           |           |         |
| 61     | Hypercar       | #38 Hertz Team JOTA           | —                     | —            | —            | 60                    |           |           |         |
| 62     | LMGTE Am       | #777 D'Station Racing         | —                     | —            | —            | 62                    |           |           |         |
| Źródła |                |                               |                       |              |              |                       |           |           |         |

1. ↑  Załoga #75 Porsche Penske Motorsport utraciła dwa czasy okrążeń za przekroczenie limitu mocy wyznaczone przez przepisy techniczne i Balance of Performance[39].
2. ↑  Załoga #3 Cadillac Racing utraciła czas najlepszego okrążenia za wywołanie czerwonej flagi w sesji Hyperpole[38].
3. 1 2 3 4 5 6 7 8 9 10  Załogi #16 Proton Competition[28], #23 United Autosports[29], #30 Duqueine Team[30], #43 DKR Engineering[31], #48 IDEC Sport[32], #60 Iron Lynx[33], #66 JMW Motorsport[34], #98 NorthWest AMR[35], #311 Action Express Racing[36] oraz #923 Racing Team Turkey[37] utraciły czasy najlepszych okrążeń za naruszenia zasad czerwonej flagi.
4. ↑  Załoga #709 Glickenhaus Racing utraciła dwa czasy okrążeń za przekroczenie limitu wyznaczonego przez przepisy techniczne Le Mans Hypercar[26].
5. ↑  Załoga #37 COOL Racing utraciła czas najlepszego okrążenia za wywołanie czerwonej flagi w sesji kwalifikacyjnej[40].
6. ↑  Załoga #39 Graff Racing utraciła czasy dwóch najlepszych okrążeń za dwukrotne naruszenie zasad czerwonej flagi[41][42].
7. ↑  Załoga #36 Alpine Elf Team utraciła czas najlepszego okrążenia za wywołanie czerwonej flagi w sesji kwalifikacyjnej[27]

## Wyścig

### Wyniki
Minimum do bycia sklasyfikowanym (70 procent dystansu pokonanego przez zwycięzców wyścigu) wyniosło 239 okrążeń. Zwycięzcy klas są oznaczeni pogrubieniem.
| Poz.          | Klasa          | Zespół                        | Kierowcy                                                    | Samochód                 | Opony | Okr. | Czas/Strata   |
| ------------- | -------------- | ----------------------------- | ----------------------------------------------------------- | ------------------------ | ----- | ---- | ------------- |
| 1             | Hypercar       | #51 Ferrari AF Corse          | Alessandro Pier Guidi James Calado Antonio Giovinazzi       | Ferrari 499P             | M     | 342  | 24:00:18,099  |
| 2             | Hypercar       | #8 Toyota Gazoo Racing        | Sébastien Buemi Brendon Hartley Ryō Hirakawa                | Toyota GR010 Hybrid      | M     | 342  | +1:21,793     |
| 3             | Hypercar       | #2 Cadillac Racing            | Earl Bamber Alex Lynn Richard Westbrook                     | Cadillac V-Series.R      | M     | 341  | +1 okrążenie  |
| 4             | Hypercar       | #3 Cadillac Racing            | Sébastien Bourdais Renger van der Zande Scott Dixon         | Cadillac V-Series.R      | M     | 340  | +2 okrążenia  |
| 5             | Hypercar       | #50 Ferrari AF Corse          | Antonio Fuoco Miguel Molina Nicklas Nielsen                 | Ferrari 499P             | M     | 337  | +5 okrążeń    |
| 6             | Hypercar       | #708 Glickenhaus Racing       | Romain Dumas Ryan Briscoe Olivier Pla                       | Glickenhaus 007 LMH      | M     | 335  | +7 okrążeń    |
| 7             | Hypercar       | #709 Glickenhaus Racing       | Franck Mailleux Nathanaël Berthon Esteban Gutiérrez         | Glickenhaus 007 LMH      | M     | 333  | +9 okrążeń    |
| 8             | Hypercar       | #93 Peugeot TotalEnergies     | Paul di Resta Mikkel Jensen Jean-Éric Vergne                | Peugeot 9X8              | M     | 330  | +12 okrążeń   |
| 9             | LMP2           | #34 Inter Europol Competition | Jakub Śmiechowski Albert Costa Fabio Scherer                | Oreca 07                 | G     | 328  | +14 okrążeń   |
| 10            | LMP2           | #41 Team WRT                  | Rui Andrade Louis Delétraz Robert Kubica                    | Oreca 07                 | G     | 328  | +14 okrążeń   |
| 11            | LMP2           | #30 Duqueine Team             | Neel Jani René Binder \| Nicolás Pino                       | Oreca 07                 | G     | 327  | +15 okrążeń   |
| 12            | LMP2           | #36 Alpine Elf Team           | Matthieu Vaxivière Charles Milesi Julien Canal              | Oreca 07                 | G     | 327  | +15 okrążeń   |
| 13            | LMP2           | #31 Team WRT                  | Sean Gelael Ferdinand Habsburg Robin Frijns                 | Oreca 07                 | G     | 327  | +15 okrążeń   |
| 14            | LMP2           | #48 IDEC Sport                | Paul Lafargue Paul-Loup Chatin Laurents Hörr                | Oreca 07                 | G     | 327  | +15 okrążeń   |
| 15            | LMP2           | #10 Vector Sport              | Ryan Cullen Gabriel Aubry Matthias Kaiser                   | Oreca 07                 | G     | 325  | +17 okrążeń   |
| 16            | Hypercar       | #5 Porsche Penske Motorsport  | Dane Cameron Michael Christensen Frédéric Makowiecki        | Porsche 963              | M     | 325  | +17 okrążeń   |
| 17            | Hypercar       | #311 Action Express Racing    | Luis Felipe Derani Alexander Sims Jack Aitken               | Cadillac V-Series.R      | M     | 324  | +18 okrążeń   |
| 18            | LMP2           | #23 United Autosports         | Joshua Pierson Tom Blomqvist Oliver Jarvis                  | Oreca 07                 | G     | 323  | +19 okrążeń   |
| 19            | LMP2           | #35 Alpine Elf Team           | André Negrão Olli Caldwell Memo Rojas                       | Oreca 07                 | G     | 322  | +20 okrążeń   |
| 20            | LMP2 (Pro-Am)  | #45 Algarve Pro Racing        | George Kurtz James Allen Colin Braun                        | Oreca 07                 | G     | 322  | +20 okrążeń   |
| 21            | LMP2           | #22 United Autosports         | Philip Hanson Filipe Albuquerque Frederick Lubin            | Oreca 07                 | G     | 321  | +21 okrążeń   |
| 22            | Hypercar       | #6 Porsche Penske Motorsport  | Kévin Estre André Lotterer Laurens Vanthoor                 | Porsche 963              | M     | 320  | +22 okrążenia |
| 23            | LMP2 (Pro-Am)  | #37 COOL Racing               | Nicolas Lapierre Alexandre Coigny Malthe Jakobsen           | Oreca 07                 | G     | 317  | +25 okrążeń   |
| 24            | LMP2           | #28 JOTA                      | David Heinemeier-Hansson Oliver Rasmussen Pietro Fittipaldi | Oreca 07                 | G     | 316  | +26 okrążeń   |
| 25            | LMP2           | #65 Panis Racing              | Manuel Maldonado Tijmen van der Helm Job van Uitert         | Oreca 07                 | G     | 316  | +26 okrążeń   |
| 26            | LMGTE Am       | #33 Corvette Racing           | Nicky Catsburg Ben Keating Nicolás Varrone                  | Chevrolet Corvette C8.R  | M     | 313  | +29 okrążeń   |
| 27            | Hypercar       | #94 Peugeot TotalEnergies     | Loïc Duval Gustavo Menezes Nico Müller                      | Peugeot 9X8              | M     | 312  | +30 okrążeń   |
| 28            | LMGTE Am       | #25 ORT by TF                 | Ahmad Al Harthy Michael Dinan Charlie Eastwood              | Aston Martin Vantage AMR | M     | 312  | +30 okrążeń   |
| 29            | LMGTE Am       | #86 GR Racing                 | Michael Wainwright Benjamin Barker Riccardo Pera            | Porsche 911 RSR-19       | M     | 312  | +30 okrążeń   |
| 30            | LMGTE Am       | #85 Iron Dames                | Sarah Bovy Michelle Gatting Rahel Frey                      | Porsche 911 RSR-19       | M     | 312  | +30 okrążeń   |
| 31            | LMGTE Am       | #54 AF Corse                  | Thomas Flohr Francesco Castellacci Davide Rigon             | Ferrari 488 GTE Evo      | M     | 312  | +30 okrążeń   |
| 32            | LMP2 (Pro-Am)  | #43 DKR Engineering           | Tom van Rompuy Ugo de Wilde Maxime Martin                   | Oreca 07                 | G     | 311  | +31 okrążeń   |
| 33            | LMGTE Am       | #98 NorthWest AMR             | Ian James Daniel Mancinelli Alex Riberas                    | Aston Martin Vantage AMR | M     | 310  | +32 okrążenia |
| 34            | LMP2           | #9 Prema Racing               | Bent Viscaal Juan Manuel Correa Filip Ugran                 | Oreca 07                 | G     | 310  | +32 okrążenia |
| 35            | LMGTE Am       | #56 Project 1 – AO            | P.J. Hyett Gunnar Jeannette Matteo Cairoli                  | Porsche 911 RSR-19       | M     | 309  | +33 okrążenia |
| 36            | LMGTE Am       | #100 Walkenhorst Motorsport   | Chandler Hull Andrew Haryanto Jeffrey Segal                 | Ferrari 488 GTE Evo      | M     | 307  | +35 okrążeń   |
| 37            | LMP2 (Pro-Am)  | #39 Graff Racing              | Roberto Lacorte Giedo van der Garde Patrick Pilet           | Oreca 07                 | G     | 303  | +39 okrążeń   |
| 38            | LMGTE Am       | #74 Kessel Racing             | Kei Cozzolino Yorikatsu Tsujiko Naoki Yokomizo              | Ferrari 488 GTE Evo      | M     | 303  | +39 okrążeń   |
| 39            | Innovative Car | #24 Hendrick Motorsports      | Jimmie Johnson Mike Rockenfeller Jenson Button              | Chevrolet Camaro ZL1     | G     | 285  | +57 okrążeń   |
| 40            | Hypercar       | #38 Hertz Team JOTA           | António Félix da Costa William Stevens Yifei Ye             | Porsche 963              | M     | 244  | +98 okrążeń   |
| Nie ukończyli |                |                               |                                                             |                          |       |      |               |
|               | LMGTE Am       | #57 Kessel Racing             | Takeshi Kimura Scott Huffaker Daniel Serra                  | Ferrari 488 GTE Evo      | M     | 254  |               |
|               | LMGTE Am       | #911 Proton Competition       | Michael Fassbender Martin Rump Richard Lietz                | Porsche 911 RSR-19       | M     | 246  |               |
|               | LMP2 (Pro-Am)  | #80 AF Corse                  | François Perrodo Ben Barnicoat Norman Nato                  | Oreca 07                 | G     | 183  |               |
|               | LMGTE Am       | #88 Proton Competition        | Harry Tincknell Donald Yount Jonas Ried                     | Porsche 911 RSR-19       | M     | 170  |               |
|               | Hypercar       | #4 Floyd Vanwall Racing Team  | Tom Dillmann Esteban Guerrieri Tristan Vautier              | Vanwall Vandervell 680   | M     | 165  |               |
|               | LMGTE Am       | #777 D'Station Racing         | Satoshi Hoshino Casper Stevenson Tomonobu Fujii             | Aston Martin Vantage AMR | M     | 163  |               |
|               | LMP2           | #47 COOL Racing               | Reshad de Gerus Władisław Łomko Simon Pagenaud              | Oreca 07                 | G     | 158  |               |
|               | LMGTE Am       | #77 Dempsey – Proton Racing   | Christian Ried Mikkel Pedersen Julien Andlauer              | Porsche 911 RSR-19       | M     | 118  |               |
|               | LMP2 (Pro-Am)  | #32 Inter Europol Competition | Mark Kvamme Jan Magnussen Anders Fjordbach                  | Oreca 07                 | G     | 117  |               |
|               | LMP2           | #63 Prema Racing              | Doriane Pin Daniił Kwiat Mirko Bortolotti                   | Oreca 07                 | G     | 113  |               |
|               | Hypercar       | #7 Toyota Gazoo Racing        | Mike Conway Kamui Kobayashi José María López                | Toyota GR010 Hybrid      | M     | 103  |               |
|               | LMGTE Am       | #66 JMW Motorsport            | Thomas Neubauer Louis Prette Giacomo Petrobelli             | Ferrari 488 GTE Evo      | M     | 89   |               |
|               | LMP2 (Pro-Am)  | #923 Racing Team Turkey       | Salih Yoluç Tom Gamble Dries Vanthoor                       | Oreca 07                 | G     | 87   |               |
|               | Hypercar       | #75 Porsche Penske Motorsport | Felipe Nasr Mathieu Jaminet Nick Tandy                      | Porsche 963              | M     | 84   |               |
|               | LMGTE Am       | #72 TF Sport                  | Arnold Robin Maxime Robin Valentin Hasse-Clot               | Aston Martin Vantage AMR | M     | 58   |               |
|               | LMGTE Am       | #83 Richard Mille AF Corse    | Luis Perez Companc Alessio Rovera Lilou Wadoux              | Ferrari 488 GTE Evo      | M     | 33   |               |
|               | LMGTE Am       | #60 Iron Lynx                 | Claudio Schiavoni Matteo Cressoni Alessio Picariello        | Porsche 911 RSR-19       | M     | 28   |               |
|               | LMGTE Am       | #16 Proton Competition        | Ryan Hardwick Zacharie Robichon Jan Heylen                  | Porsche 911 RSR-19       | M     | 28   |               |
|               | LMGTE Am       | #55 GMB Motorsport            | Gustav Birch Marco Sørensen Jens Reno Møller                | Aston Martin Vantage AMR | M     | 21   |               |
|               | LMGTE Am       | #21 AF Corse                  | Simon Mann Julien Piguet Ulysse de Pauw                     | Ferrari 488 GTE Evo      | M     | 21   |               |
|               | LMP2 (Pro-Am)  | #13 Tower Motorsports         | Steven Thomas Ricky Taylor René Rast                        | Oreca 07                 | G     | 19   |               |
|               | LMP2 (Pro-Am)  | #14 Nielsen Racing            | Rodrigo Sales Mathias Beche Ben Hanley                      | Oreca 07                 | G     | 18   |               |

1. ↑  Załoga #5 Porsche Penske Motorsport została ukarana odjęciem czterech okrążeń z liczby pokonanych za przejechanie ostatniego okrążenia w dłuższym czasie niż regulaminowe maksimum. Maksimum wynosiło 6 minut, a Porsche #5 pokonało ostatnie okrążenie w czasie 9 minut i 57 sekund[44].

#### Najszybsze okrążenie
| Klasa    | Kierowca        | Zespół               | Czas     | Okr. |
| -------- | --------------- | -------------------- | -------- | ---- |
| Hypercar | Antonio Fuoco   | #50 Ferrari AF Corse | 3:27,218 | 307  |
| LMP2     | Robin Frijns    | #31 Team WRT         | 3:36,043 | 293  |
| LMGTE Am | Nicolás Varrone | #33 Corvette Racing  | 3:50,439 | 261  |
| Źródło   |                 |                      |          |      |